# Mammiferi marini
I mammiferi marini sono specie di mammiferi adattati alla vita acquatica nel corso dell'evoluzione.
Si sono evoluti dai loro antenati terrestri e sviluppando caratteristiche mirate alla vita marina, quali una forma del corpo idrodinamica, appendici modificate in pinne e molte soluzioni per la regolazione della temperatura corporea.

## Gruppi
Si tratta di diversi gruppi consistenti in circa 120 specie di mammiferi, di solito divise in cinque gruppi. Ogni gruppo discende da un differente antenato terrestre. Le similarità morfologiche tra questi diversi gruppi sono il risultato della convergenza evolutiva e dell'evoluzione parallela. Per esempio, sebbene le balene e i pinnipedi siano simili nella forma, le prime sono molto più simili ai Cervidae che ai pinnipedi.
- Ordine Sirenia: i sirenidi appartengono agli Afrotheria, un gruppo che include elefanti e Hyracoidea
  - Famiglia Trichechidae: 3 specie (una sola marina)
  - Famiglia Dugongidae: 1 specie
- Ordine Cetacea: i cetacei appartengono ai Cetartiodactyla, un gruppo che include Hippopotamidae, Cervidae e Suidae
  - Sottordine Mysticeti: circa 15 specie
  - Sottordine Odontoceti: circa 73 specie
- Ordine Carnivora
  - Superfamiglia Pinnipedia, appartenente ai Caniformia, discendenti da un antenato simile all'orso.
    - Famiglia Phocidae: circa 20 specie
    - Famiglia Otariidae: circa 16 specie
    - Famiglia Odobenidae: 1 specie

  - Famiglia Mustelidae
    - Enhydra lutris
    - Lontra felina

  - Famiglia Ursidae
    - Ursus maritimus appartenente ai Caniformia e parente stretto degli altri orsi.

Molti altri gruppi di mammiferi marini sono vissuti in passato e si sono estinti nel tempo. Oltre agli antenati delle moderne balene e dei pinnipedi sono esistiti i Desmostylia e i Kolponomos.

## Osmoregolazione
I mammiferi marini vivono in un ambiente con una concentrazione di soluti più elevata di quella dei loro fluidi corporei, questo può portare a disidratazione intracellulare e ad altre problematiche.
La mancanza di acqua dolce può essere compensata in tre modi: alimentandosi selettivamente di fluidi corporei isotonici di altri vertebrati; aumentando la produzione di acqua metabolica prodotta grazie all'ossidazione di proteine, carboidrati e grassi o espellendo fluidi ipertonici tramite reni, ghiandole sudoripare e condotti lacrimali.
In alcune specie sono presenti altri adattamenti per far fronte alla disidratazione: ad esempio, nelle foche è presente un meccanismo di controcorrente nelle cavità nasali che gli permette di diminuire del 33% la perdita di acqua con la respirazione.

### Renicoli

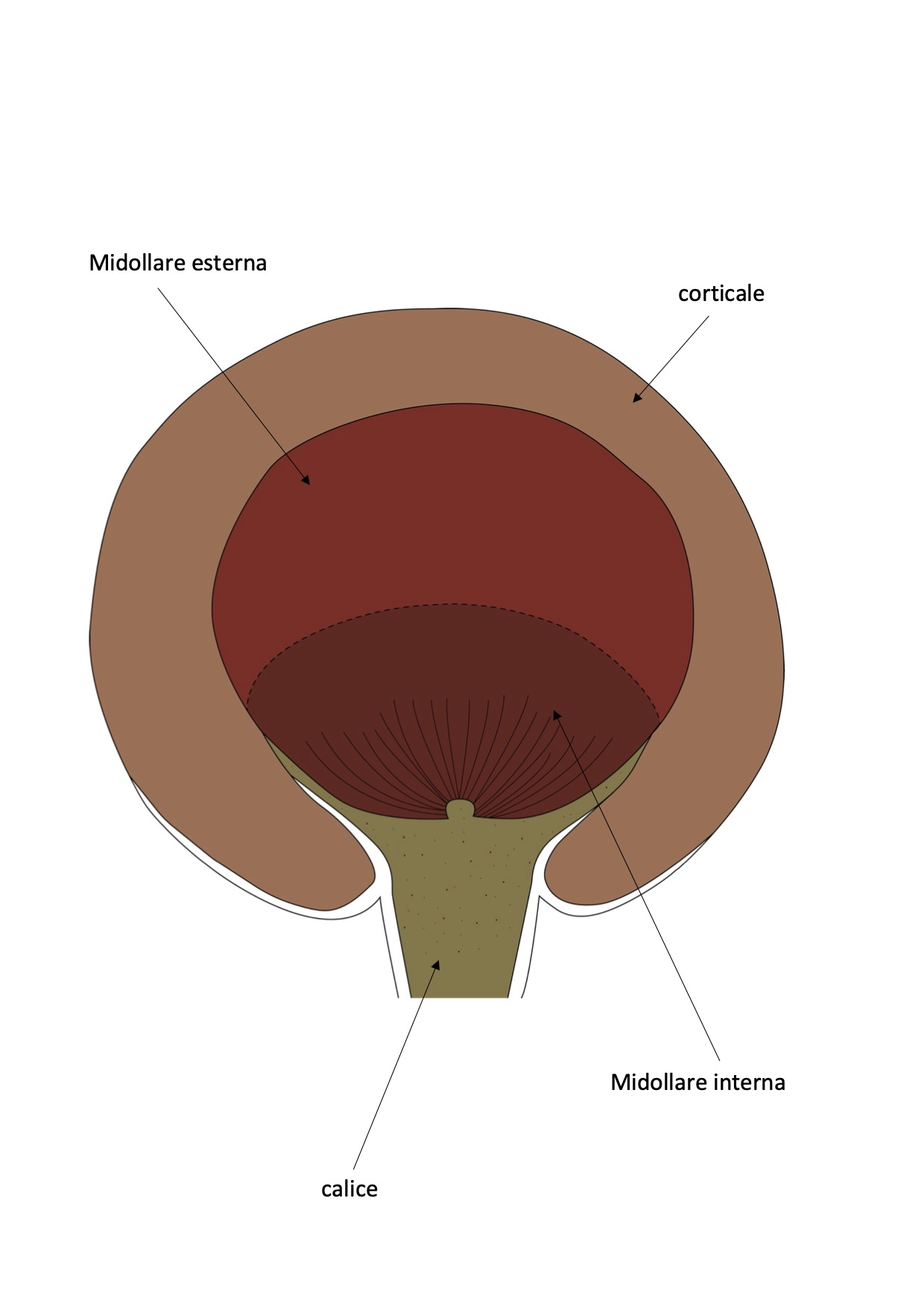
renicolo

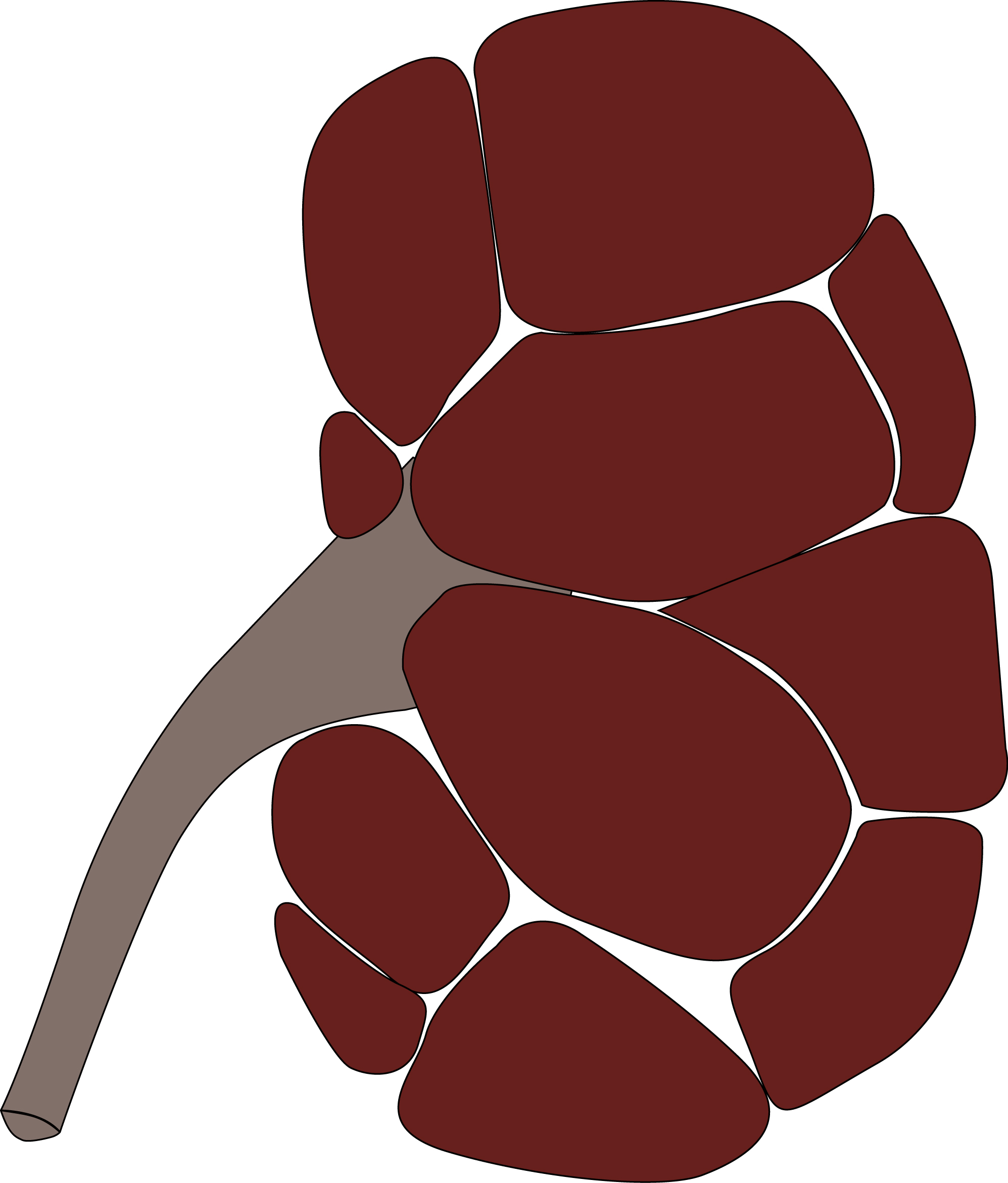
rene di mammifero marino composto da renicoli

Gli organi maggiormente deputati all'osmoregolazione, ovvero i reni, sono in grado di produrre un’urina più concentrata, rispetto ai fluidi corporei e all’ambiente iperosmotico in cui vivono, grazie alla loro particolare struttura multiunitaria, costituita da tante unità indipendenti chiamate renicoli.
Ciascun renicolo è formato da una porzione corticale e da una midollare, tra le quali è interposto uno strato di fibre muscolari e tessuto connettivo elastico. Inoltre, all'interno del renicolo è presente una piramide midollare inserita in una struttura a calice.                                                                                                                                                                                                 Rispetto ai reni dei mammiferi terrestri, quelli dei mammiferi marini hanno nefroni con ansa di Henle particolarmente lunghe, tubuli contorti prossimali molto corti e irrorati da molti capillari sanguigni.
L'elevato numero di renicoli permette di avere una superficie filtrante maggiore di quella di un singolo rene e quindi di aumentare il volume di sangue filtrato e il volume di urina prodotta nell’unità di tempo.
Il flusso ematico nei renicoli è molto variabile quando sono in acqua. Questo aumenta dopo i pasti e diminuisce durante il digiuno, comportando un risparmio d'acqua quando non si alimentano.
L'alternanza di afflusso di sangue ai reni comporta ischemia e quindi danni da riperfusione, questi sono evitati grazie alla presenza di reti mirabili.
Esistono tre motivi per cui si suppone che siano comparsi i renicoli come risposta adattativa: le lunghe e profonde immersioni a cui i mammiferi marini si sottopongono; la grande dimensione di questi animali; la dieta che li porta ad un'inevitabile ingestione di acqua iperosmotica.
L'ipotesi più accreditata è quella secondo cui i renicoli sono una risposta adattativa alle immersioni in profondità. In questo caso il ruolo dei renicoli è quello di minimizzare l’ipervolemia, dovuta all’accumulo di fluidi fuori dal comparto cellulare.
Invece l'ipotesi secondo cui i renicoli si siano sviluppati a causa delle grandi dimensioni dell'animale è opinabile, perché anche mammiferi marini di piccole dimensioni, quali le lontre, li hanno.
Questa particolare struttura non è presente solamente nei mammiferi marini, ma anche in alcuni artiodattili e nell'orso polare.

## Respirazione (immersione)
I mammiferi marini si immergono per nutrirsi, durata e profondità delle immersioni sono influenzate dalle strategie di alimentazione e di evitamento dei predatori. Il comportamento subacqueo e gli adattamenti fisiologici sono necessariamente collegati e considerati assieme nello studio della fisiologia che rende possibile un certo comportamento.

### Capacità aerobica
La capacità aerobica di un organismo è il tempo in cui quest'ultimo riesce a mantenere attivo il suo metabolismo aerobico, sfruttando quindi l'ossigeno disponibile. Oltre questo limite, si attiva il metabolismo anaerobico con produzione di acido lattico.
Per far fronte alle problematicità dovute alla forte pressione e per poter aumentare il tempo di immersione, i vari animali hanno sviluppato diversi adattamenti.
Nei mammiferi con tempi di immersione maggiori e che raggiungono elevate profondità si sono riscontrate evidenze di una maggior concentrazione di emoglobina e mioglobina. Hanno anche una tolleranza relativamente alta all'anidride carbonica e all'acido lattico, prodotti dal metabolismo anaerobico delle cellule muscolari e che si accumulano nelle stesse durante l'immersione.

#### Capacità metabolica aerobica (limiti)
I limiti metabolici delle immersioni dipendono dalla disponibilità di ossigeno e dalla tolleranza all'accumulo di acido lattico nei tessuti. Si innesca una serie di risposte che riducono il consumo di ossigeno, per esempio viene limitato l'arrivo di ossigeno nei distretti metabolici meno attivi, e viene concentrato invece tra polmoni e cervello. Gli adattamenti ai polmoni consentono un'estrazione più efficiente dell'ossigeno, grazie all'elevato numero di globuli rossi nel sangue e alte concentrazioni di mioglobina nei muscoli immagazzinando più ossigeno disponibile poi durante un'immersione.
La caratteristica del tutto singolare della mioglobina è la presenza della carica elettrica positiva sulla superficie. Questa peculiarità di fatto impedirebbe di far attaccare le molecole le une alle altre durante lo schiacciamento derivato dalla pressione del mare. Gli scienziati hanno quindi potuto affermare che l’elevata presenza di mioglobina e la presenza della carica elettrica, consentirebbero di far trasportare più efficacemente l’ossigeno nelle strutture muscolari e nel cervello durante le immersioni profonde.

##### Esempi di adattamento
Alcuni mammiferi marini, come la balena dal becco di Cuvier, superano spesso il loro limite di immersione aerobica, dovendo poi avere un tempo di recupero più lungo. Altri invece, come le foche elefanti, rimangono quasi sempre entro i loro limiti aerobici richiedendo pochissimo tempo di recupero tra due immersioni successive.
Alcuni studi sulle foche di Weddel evidenziano invece come il consumo medio di ossigeno sia inferiore durante l'immersione rispetto a quando l'animale si trovi a riposo. Tale paradosso è stato spiegato dal fatto che avendo polmoni all'interno di una gabbia toracica flessibile essi tendono a comprimersi all'aumentare della pressione noto come collasso polmonare e quindi riducendo progressivamente la resistenza al galleggiamento le foche impiegano sempre meno forza muscolare per raggiungere il fondale.
Altri meccanismi di riduzione metabolica sono stati proposti sull'elefante marino. Nello specifico si è ipotizzato che l'animale compia le immersioni più prolungate mentre sta dormendo e inoltre, durante il suo periodo sott'acqua, lasci raffreddare i suoi tessuti (ipotermia).